# Helvetas Swiss Intercooperation
Helvetas Swiss Intercooperation ist eine schweizerische Entwicklungsorganisation. Entstanden ist sie 2011 aus einem Zusammenschluss der Organisationen Helvetas (gegründet 1955) und Intercooperation (gegründet 1982).
Die Organisation ist in 29 der ärmsten Länder Afrikas, Asiens, Lateinamerikas und Osteuropas aktiv. Sie setzt auf Hilfe zur Selbsthilfe zugunsten benachteiligter Menschen und Gemeinschaften in ländlichen Regionen. Im Zentrum stehen Grundbedürfnisse wie Trinkwasser, Ernährungssicherheit, Bildung und Einkommensförderung. Helvetas Swiss Intercooperation ist ein politisch und konfessionell unabhängiger Verein, der von rund 100.000 Mitgliedern, Gönnern sowie 12 ehrenamtlich tätigen Regionalgruppen getragen wird. In der Schweiz (Zürich, Bern und Genf) arbeiten rund 130, in den Projektländern über 1.400 vor allem lokale Mitarbeiter.
Helvetas ist Mitglied der Alliance2015, der Klima-Allianz Schweiz und ist Trägerin von Alliance Sud.

## Geschichte
1947 wies der  Leiter der Schweizer Spende (ab 1948 Schweizer Europahilfe (SEH)), Rodolfo Olgiati, in deren Mitteilungsblatt darauf hin, dass es an der Zeit sei, von der Nachkriegshilfe zur Friedensarbeit weiterzuschreiten. Er erkannte in der Unterstützung der wirtschaftlich wenig entwickelten Länder ausserhalb Europas eine neue Aufgabe der schweizerischen Hilfstätigkeit. Olgiati gilt als der erste Schweizer, der internationale Solidarität in einen globalen Rahmen stellte und vom Wohlergehen aller Völker sprach. 1954 entstand eine Initiantengruppe mit dem Memorandum Die Schweiz hilft wirtschaftlich benachteiligten Ländern, die 1955, nach der erfolglosen Suche nach einem bestehenden Träger unter den Hilfswerken, beschloss, selbst einen Verein zu gründen. Rodolfo Olgiati und Regina Kägi-Fuchsmann können als die beiden wichtigsten Gründerpersönlichkeiten des Hilfswerkes betrachtet werden. Am 18. Juni 1955 gründeten im Hotel Limmathaus, Zürich, rund 70 Personen unterschiedlicher ideeller Herkunft den Verein Schweizerisches Hilfswerk für aussereuropäische Gebiete (SHAG). 1965 wurde der Namen in Helvetas geändert. 2011 erfolgte der Zusammenschluss mit Intercooperation zu HELVETAS Swiss Intercooperation.